# Zbigniew Krzyżoś
Zbigniew Krzyżoś (ur. 17 lutego 1959 we Wrocławiu) – polski piłkarz grający na pozycji pomocnika. Zdobywca Pucharu Polski w 1986 roku z GKS-em Katowice.

## Życiorys
W czasie swojej kariery zawodniczej mierzył 177 cm i ważył 72 kg. Piłkę nożną zaczął trenować w Górniku Siersza. W 1979–1987 był zawodnikiem GKS-u Katowice. W sezonie 1985/1986 z katowickim zespołem wywalczył Puchar Polski. Wówczas rozegrał 24 mecze ligowe, w których strzelił jedną bramkę. Później, nadal uczestnicząc w I lidze, reprezentował Szombierki Bytom i Wisłę Kraków. W 1990 roku, po półrocznej przerwie gry w piłkę, wyjechał do Niemiec, gdzie do końca swojej kariery grał w TuS Eisenbach.